# JSM Tiaret
El JSM Tiaret es un equipo de fútbol de Argelia que juega en la Liga Interregional de Argelia, la cuarta división de fútbol en el país.

## Historia
Fue fundado el 7 de abril de 1943 en la ciudad de Tiaret con el nombre USM Tiaret, y han cambiado de nombre en varias ocasiones:
- 1943-1977 : Jeunesse sportive musulmane de Tiaret (JSMT)
- 1977-1987 : JCM Tiaret
- 1987-1989 : Jeunesse de Tiaret (JT)
- 1989-hoy : Jeunesse sportive madinet Tiaret (JSMT)

El club ha participado en más de 10 temporadas en el Campeonato Nacional de Argelia, donde su mejor temporada ha sido la de 1987/88 en donde terminó en tercer lugar, aunque no juega en la primera división desde inicios de la década de los años 1990s.

## Palmarés
- Segunda Liga de Argelia: 3

1970, 1984, 1987
- Liga Nacional de Fútbol Aficionado de Argelia: 1

2005

## Jugadores

### Jugadores destacados
| - Mohamed Banus - Majid Beladjine - Ali Belahcène - Tahar Benferhat - Khelifa Benmessaoud - Belkacem Kharroubi - Zaid Mohamed Khelif - Hadj Khellil | - Abdelkrim Laribi dit Krimo - Adda Maïdi - Abdelkader Meridja - Mohamed Messaoud - Laredj Nouar - Moussa Saïb - Ouassini Chergui |